# Dienstauszeichnung (Wehrmacht)

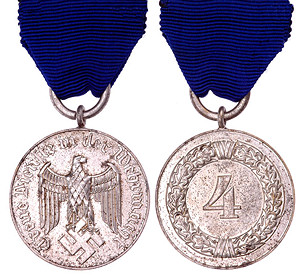
Dienstauszeichnung der Wehrmacht für 4-jährige Dienstzeit

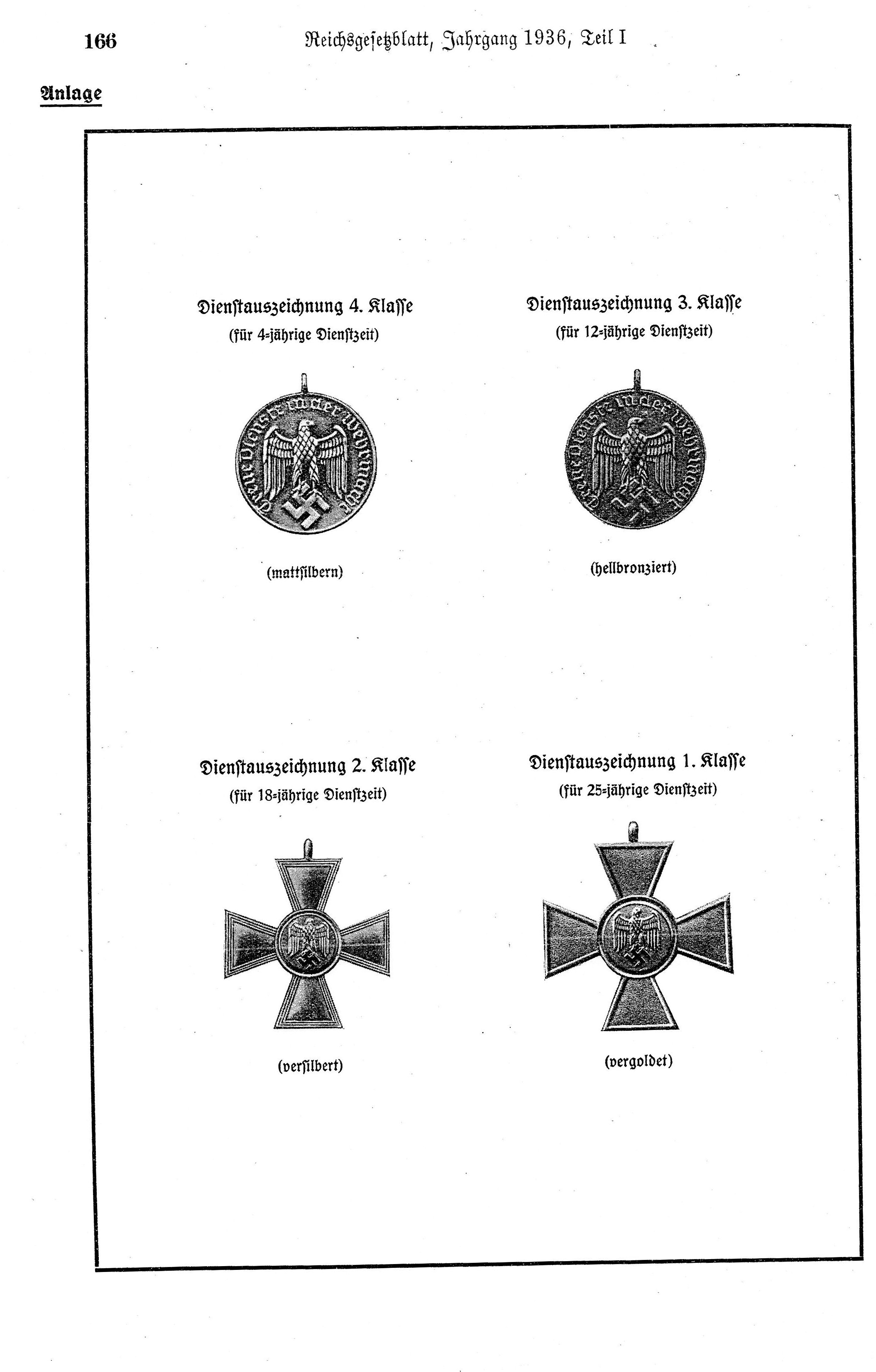
Anlage zur Verordnung mit Abbildungen der Dienstauszeichnungen (Reichsgesetzblatt)

Mustervordruck einer Verleihungsurkunde

Abbildung der Dienstauszeichnung der Wehrmacht in der 57er Version

Die Dienstauszeichnung war eine Dienst- und Treueauszeichnung für alle Angehörigen der deutschen Wehrmacht, d. h. aller drei Wehrmachtteile Heer, Luftwaffe und Kriegsmarine, welche anlässlich des ersten Jahrestages der Wiedereinführung der allgemeinen Wehrpflicht von Adolf Hitler am 16. März 1936 per Verordnung gestiftet wurde. Die Einzelheiten hinsichtlich Ausgestaltung, Einteilung und Form der Verleihung bestimmten die Verordnung selbst sowie die gleichzeitig erlassene Durchführungsverordnung.

## Satzungsinhalt
Die Dienstauszeichnung der Wehrmacht wurde allen Angehörigen der Wehrmacht verliehen, die am Stichtag 16. März 1935, oder später im aktiven Wehrdienst gestanden hatten, wobei ein „Nichtehrenvolles Ausscheiden“ aus der Wehrmacht den Anspruch auf die Verleihung und das Tragen der Dienstauszeichnung ausschloss. Die Dienstauszeichnung wurde in den folgenden vier Klassen und einer am 10. März 1939 per Verordnung gestifteten Sonderklasse verliehen:
- 4-jährige Dienstzeit in der Wehrmacht (DA IV)
- 12-jährige Dienstzeit in der Wehrmacht (DA III)
- 18-jährige Dienstzeit in der Wehrmacht (DA II)
- 25-jährige Dienstzeit in der Wehrmacht (DA I)
- 40-jährige Dienstzeit in der Wehrmacht (Sonderklasse ab 1939)

Diese Dienstauszeichnung wurde, wie alle bisherigen preußischen Dienstauszeichnungen an einem kornblumenblauen Ordensband an der linken Brustseite getragen, wobei auf dem Dienstauszeichnungsband und auf der Bandschnalle ein Miniaturadler in der Farbe der jeweilig verliehenen Klasse getragen wurde. Beim Heer und der Kriegsmarine war das also ein silberner Wehrmachtadler mit ausgebreiteten Schwingen für die 4- und 18-jährige Dienstzeit und ein goldener Adler bei 12- und 25-jähriger Dienstzeit. Bei 40-jähriger Dienstzeit war neben dem goldenen Adler zusätzlich ein halbkreisförmiger Eichenlaubkranz unterhalb des Adlers aufgelegt. Die Dienstauszeichnungen der Luftwaffe hatten statt des Heeresadlers einen Luftwaffenadler aufgelegt. Der Beliehene erhielt mit Aushändigung der Dienstauszeichnung ein Besitzzeugnis.

## Durchführungsbestimmungen
Die am selben Tag erlassenen Durchführungsbestimmungen zur Verordnung über die Stiftung von Dienstauszeichnungen, regelte dann das weitere Prozedere. So wurde bestimmt, dass der Anspruch auf Verleihung der Dienstauszeichnung zu ruhen hatte, solange der Wehrmachtangehörige eine Haftstrafe verbüßte. Dasselbe galt auch für ein schwebendes Gerichtsverfahren, welches unter Umständen die Auflösung des Dienst- und Amtsverhältnisses und damit zum Verlust aller Rechte aus dem Dienstverhältnis durch Urteil führen konnte. Des Weiteren wurde die Anrechnung der Dienstzeit erneut geregelt, so dass
- a) Wehrmachtangehörige, die in der alten Wehrmacht, einschließlich der früheren anerkannten Freiwilligen-Verbände (gemeint sind damit z. B. Baltikumarmee, Grenzschutzkorps in Schlesien, die vorläufige Reichswehr, die vorläufige Reichsmarine etc.) aktiv ihren Dienst versahen und mit Stichtag zum 30. September 1921 in die Reichswehr übernommen worden waren, ihre Dienstzeit voll anerkannt bekamen.

- b) Wehrmachtangehörige, die in der alten Wehrmacht bzw. den früheren anerkannten Freiwilligen Verbänden, der vorläufigen Reichswehr und der vorläufigen Reichsmarine oder der Reichswehr aktiv gedient haben, dann ausgeschieden und später wieder eingestellt worden waren, die Zeiten ihres „Ausstandes“ nicht angerechnet bekamen.[6] Weiterhin anrechnungsfähige Zeiten waren Arbeiter- und (zivile) Angestelltenverhältnisse bei der neuen Reichswehr ab dem 1. Januar 1921, Überführungen in die Wehrmacht von ehemaligen oder bestehenden Landes- oder Schutzpolizeieinrichtungen, aber auch der einjährige freiwillige Reserve- oder Übungsdienst während des Krieges 1914–1918. Ebenso waren diejenigen Dienstzeiten gleichzusetzen, die wegen militärischen Ausbildungszwecken in Anspruch genommen worden sind.[7] Mit dieser Regelung war die rückwirkende Anrechnung für die Dienstauszeichnung eingeleitet, so dass bis zum 8. Mai 1945, auch die Dienstauszeichnung der Sonderklasse für 40-jähriges Dienstverhältnis verliehen worden ist. Ab Frühjahr 1940 wurde die Verleihung der Dienstauszeichnung "bis Kriegsende" zurückgestellt. Es gab dennoch vereinzelte Verleihungen der Sonderstufe noch im Spätsommer 1941, zum Beispiel an Generalleutnant Franz Barckhausen (Chef d. Wehrwirtschafts- & Rüstungsstabes Frankreich) am 4. September 1941. Die Dienstauszeichnung verblieb den Hinterbliebenen im Todesfall des Beliehenen.[8]

## Aussehen und Beschaffenheit

### 4. und 3. Klasse
Die Dienstauszeichnung der 4. und 3. Klasse ist eine runde Medaille aus Tombak oder Eisen, wobei die 4. Klasse mattsilbern gehalten und die 3. Klasse hellbronziert ist. Beide Medaillen zeigen auf ihrer Vorderseite den erhaben geprägten Wehrmachtadler und die Frakturumschrift: Treue Dienste in der Wehrmacht. Auf der Rückseite ist entsprechend ihrer Klasse entweder die Zahl 4 oder 12 zentrisch dargestellt.

### 2. und 1. Klasse (einschließlich Sonderklasse)
Die Dienstauszeichnung der 2., 1. und Sonderklasse ist ein achteckiges Kreuz mit einem runden Mittelschild, welches ebenfalls aus Eisen gefertigt wurde. Auf der Vorderseite ist auch hier der Wehrmachtadler zentrisch erhaben geprägt. Auf die Umschrift wurde verzichtet. Auf der Rückseite ist entsprechend der verliehenen Klasse entweder die Zahl 18 oder 25 erhaben geprägt. Eine Zahl 40 bei der Sonderklasse gab es nicht, stattdessen wurde wie bereits erläutert, auf dem Ordensband und auf dem Bandsteg der Feldspange ein halbkreisförmiger Eichenkranz aus vergoldetem Metall aufgesetzt.
| Bandschnalle „Dienstauszeichnung der Wehrmacht“ | Bandschnalle „Dienstauszeichnung der Wehrmacht“ | Bandschnalle „Dienstauszeichnung der Wehrmacht“ | Bandschnalle „Dienstauszeichnung der Wehrmacht“ | Bandschnalle „Dienstauszeichnung der Wehrmacht“ |
| ----------------------------------------------- | ----------------------------------------------- | ----------------------------------------------- | ----------------------------------------------- | ----------------------------------------------- |
| 4 Jahre                                         | 12 Jahre                                        | 18 Jahre                                        | 25 Jahre                                        | 40 Jahre und mehr                               |

## Sonstiges
Exakte Verleihungszahlen sind nicht mehr feststellbar, da es sich um eine Massenauszeichnung gehandelt hat. Laut Gesetz über Titel, Orden und Ehrenzeichen vom 26. Juli 1957 ist das Tragen der „Wehrmacht-Dienstauszeichnung“ in der Bundesrepublik Deutschland nur ohne nationalsozialistische Symbole gestattet.